# Hermann von Widerhofer
Hermann von Widerhofer (24. března 1832 Weyer an der Enns – 28. července 1901 Bad Ischl) byl rakouský pediatr.

## Život
Hermann von Widerhofer vystudoval medicínu, v letech 1856 – 1869 byl sekundárním lékařem ve Findelanstalt. Od roku 1859 byl asistentem vedoucího kliniky Franze Mayra v St. Anna Spital. Roku 1862 habiloval pro Léčbu dětí a po smrti Franze Mayra převzal vedení nemocnice. Roku 1885 se stal členem představenstva kliniky pro dětské nemoci. Byl osobním lékařem císařské rodiny. V lednu 1889 provádě ještě se dvěma lékaři pitvu následníka trůnu Korunního prince Rudolfa.
V roce 1889 mu byl udělen Železný kříž 1. třídy a roku 1890 mu byl udělen titul Svobodný pán.